# Lauroppia articristata
Lauroppia articristata är en kvalsterart som först beskrevs av Aoki 1988.  Lauroppia articristata ingår i släktet Lauroppia och familjen Oppiidae. Inga underarter finns listade i Catalogue of Life.